# Machito

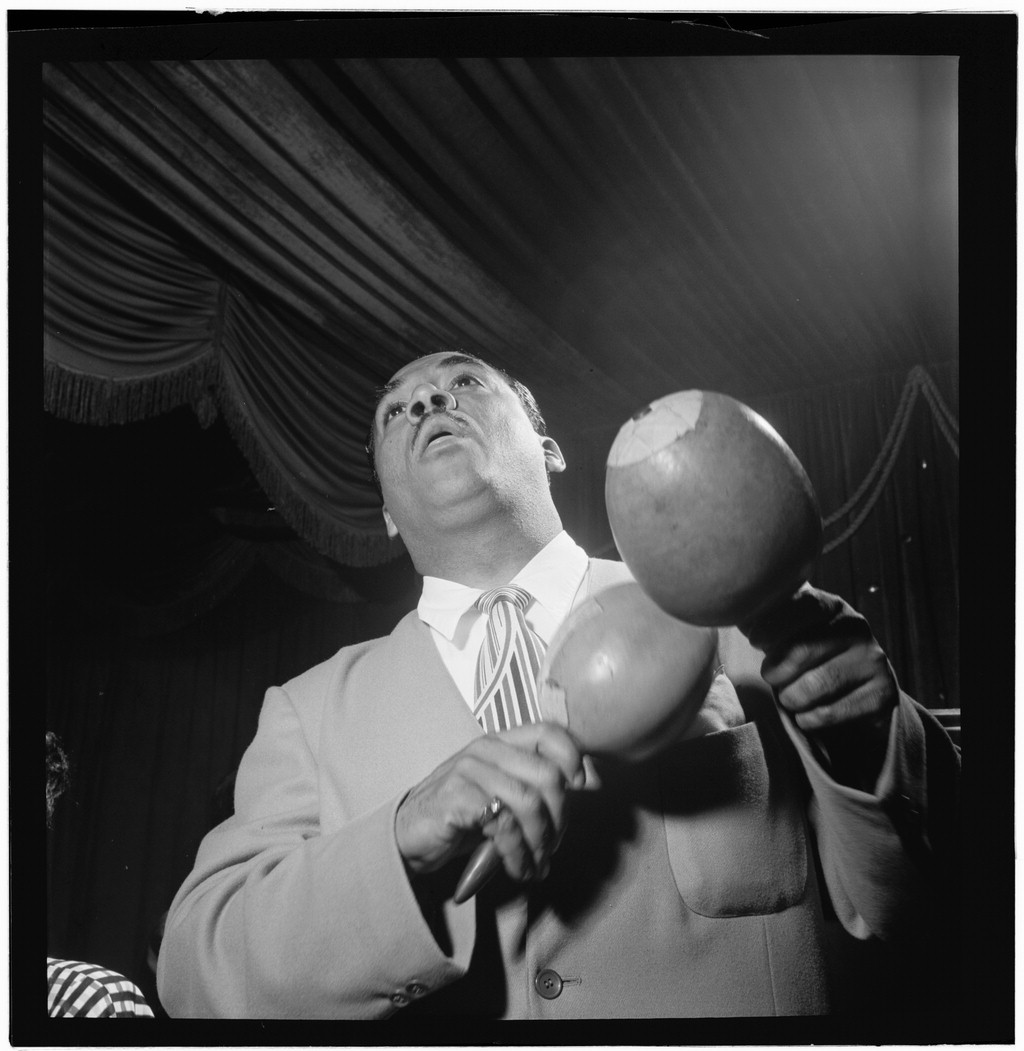
Machito (Glen Island Casino, New York, 1947. Foto: William P. Gottlieb)

Machito (* 16. Februar 1912 in Havanna, Kuba; † 15. April 1984 in London; eigentlich Francisco Raúl Gutiérrez Grillo) war ein kubanischer Latin-Jazz-Musiker und Bandleader.
1937 wanderte er in die Vereinigten Staaten von Amerika aus, wo er unter anderem mit Xavier Cugat und Noro Morales sang.
1940 gründete er die Afro-Cubans mit seinem Schwager Mario Bauzá als musikalischer Leiter. Machito sang und spielte Maracas. Er war bekannt für die afro-kubanischen Rhythmen in seiner Musik wie Mambo, Rumba, Cha-Cha-Cha, Cubop, Pachanga und Son montuno. Seine Band, die aus etwa zwanzig Musikern bestand, beeinflusste die Geschichte des Latin Jazz in den 1940er und 1950er Jahren. 1950 spielte er Chico O’Farrills Afro-Cuban Jazz Suite mit Charlie Parker als Gastsolisten ein. Auch weitere bedeutende Jazzmusiker wie Flip Phillips spielten bei seinen Afro-Cubans als Gastsolisten; Arrangeur war in den 1980er Jahren der aus Argentinien stammende Jorge Anders, aber auch sein Saxophonist Ray Santos. Mehrfach arbeitete er mit Dizzy Gillespie zusammen. Mitte der 1970er Jahre tourte Machito erstmals auch in kleinerer Besetzung. Neuen Trends und Stilen südamerikanischer Musik stets aufgeschlossen widmete er sich auch der Salsa. 1983 gewann er einen Grammy mit Machito & His Salsa Big Band '82.
Seine Schwester Graciela war ebenfalls Sängerin für die Afro-Cubans, die später von seinem Sohn geleitet wurden.
1984 erlitt Machito kurz vor einem Konzertauftritt im Jazzclub Ronnie Scott’s einen Herzinfarkt und starb vier Tage später in einem Krankenhaus in London.